# لي يون دو
لي يون دو (الكورية: 이현경) هي ممثلة كورية جنوبية، ولدت في 20 يونيو 1984 في كوريا الجنوبية

## فيلموغرافيا

### مسلسلات تلفزيونية
| سنة       | عنوان العمل       | الدور / الملاحظات                                      | قناة البث    |
| --------- | ----------------- | ------------------------------------------------------ | ------------ |
| 2006      | ساعات الاميرة     | بارك نا إن                                             | ام بي سي     |
| 2007      | ايها الحبيب       | هونغ جانغ مي                                           | نظام بث سول  |
| 2008      | منافسون هائلون    | [ 8 ]                                                  | كي بي إس 2   |
| 2008-2009 | كل شيء عن عائلتي  | جو مين سيون                                            | ام بي سي     |
| 2009      | رجل سندريلا       | كانغ يون جيونغ                                         | ام بي سي     |
| 2009-2010 | استمتع بالحياة    | هاي وون                                                | ام بي سي     |
| 2011-2012 | إنسو، الملكة الأم | الملكة أنسون                                           | جاي تي بي سي |
| 2015      | أسود م            | جونغ سيون مي / جانغ مي يونغ / كيم جيونج هي / لي سو جين | أو سي إن     |
| 2015-2016 | ابنتي كوم سا وول  | كانغ دال راي                                           | ام بي سي     |
| 2016      | نهاية سعيدة أكثر  | مدرس سونغ مين وو ( حجاب )                              | ام بي سي     |
| 2020      | أصدقاء رفقاء      | يُعلن لاحقًا                                             | جاي تي بي سي |

### فيلم
| سنة  | لقب          | الدور / الملاحظات |
| ---- | ------------ | ----------------- |
| 2015 | جانجنام بلوز | جو سو جيونج       |
| 2016 | مزاج اليوم   | بو كيونغ          |
| 2017 | عض الذبابة   | مين سو كيونغ      |

## روابط خارجية
لي يون دو على موقع IMDb (الإنجليزية)